# Pierwszy rząd Narendry Modiego
Rząd Narendry Modiego – rząd Indii sformowany 26 maja 2014 przez zwycięska koalicję Narodowego Sojuszu Demokratycznego, w której dominującą rolę odgrywa Indyjska Partia Ludowa (Bharatiya Janata Party). Nowym premierem został Narendra Modi, który od 2001 do 2014 był premierem indyjskiego stanu Gudźaratu. Objął władzę po 10 latach rządów Indyjskiego Kongresu Narodowego.
Nowy rząd został zaprzysiężony 26 maja 2014 roku, działał do 2019 roku kiedy zaprzysiężony został drugi rząd Narendry Modiego.
| Funkcja | Imię i nazwisko               | Od               | Do               | Partia                 |
| --- | ----------------------------- | ---------------- | ---------------- | ---------------------- |
| Premier Minister ds. kadr, skarg publicznych i emerytur Szef Departamentu Energii Atomowej Szef Departamentu Kosmosu | Narendra Modi                 | 26 maja 2014     |                  | Indyjska Partia Ludowa |
| Minister spraw wewnętrznych                                                                                          | Rajnath Singh                 | 26 maja 2014     |                  | Indyjska Partia Ludowa |
| Minister spraw zagranicznych Minister ds. posiadłości zamorskich                                                     | Sushma Swaraj                 | 26 maja 2014     |                  | Indyjska Partia Ludowa |
| Minister finansów | Arun Jaitley                  | 26 maja 2014     |                  | Indyjska Partia Ludowa |
| Minister obrony | Arun Jaitley                  | 26 maja 2014     | 9 listopada 2014 | Indyjska Partia Ludowa |
| Minister obrony | Manohar Parrikar              | 9 listopada 2014 |                  | Indyjska Partia Ludowa |
| Minister informacji i środków przekazu                                                                               | Arun Jaitley                  | 9 listopada 2014 |                  | Indyjska Partia Ludowa |
| Minister kolejnictwa                                                                                                 | D.V. Sadananda Gowda          | 26 maja 2014     | 9 listopada 2014 | Indyjska Partia Ludowa |
| Minister kolejnictwa                                                                                                 | Suresh Prabhu                 | 9 listopada 2014 |                  | Indyjska Partia Ludowa |
| Minister rozwoju miast Minister ds. wychodzenia z bezdomności i ubóstwa Minister spraw parlamentarnych               | M. Venkaiah Naidu             | 26 maja 2014     |                  | Indyjska Partia Ludowa |
| Minister ruchu drogowego i autostrad Minister żeglugi                                                                | Nitin Gadkari                 | 26 maja 2014     |                  | Indyjska Partia Ludowa |
| Minister prawa i sprawiedliwości                                                                                     | Ravi Shankar Prasad           | 26 maja 2014     | 9 listopada 2014 | Indyjska Partia Ludowa |
| Minister prawa i sprawiedliwości                                                                                     | D.V. Sadananda Gowda          | 9 listopada 2014 |                  | Indyjska Partia Ludowa |
| Minister zasobów wodnych, rozwoju rzek i rekultywacji Gangesu                                                        | Uma Bharati                   | 26 maja 2014     |                  | Indyjska Partia Ludowa |
| Minister mniejszości narodowych                                                                                      | Najma Heptulla                | 26 maja 2014     |                  | Indyjska Partia Ludowa |
| Minister rozwoju obszarów wiejskich Minister pańćajatu Minister ds. higieny i wody pitnej                            | Gopinath Munde                | 26 maja 2014     | 3 czerwca 2014   | Indyjska Partia Ludowa |
| Minister rozwoju obszarów wiejskich Minister pańćajatu Minister ds. higieny i wody pitnej                            | Nitin Gadkari                 | 4 czerwca 2014   | 9 listopada 2014 | Indyjska Partia Ludowa |
| Minister rozwoju obszarów wiejskich Minister pańćajatu Minister ds. higieny i wody pitnej                            | Birender Singh                | 9 listopada 2014 |                  | Indyjska Partia Ludowa |
| Minister ochrony konsumentów, żywności i dystrybucji publicznej                                                      | Ram Vilas Paswan              | 26 maja 2014     |                  | Lok Janshakti Party    |
| Minister ds. małych i średnich przedsiębiorstw                                                                       | Kalraj Mishra                 | 26 maja 2014     |                  | Indyjska Partia Ludowa |
| Minister ds. kobiet i rozwoju dzieci                                                                                 | Maneka Gandhi                 | 26 maja 2014     |                  | Indyjska Partia Ludowa |
| Minister ds. chemikaliów i nawozów                                                                                   | Ananth Kumar                  | 26 maja 2014     |                  | Indyjska Partia Ludowa |
| Minister komunikacji i technologii informatycznych                                                                   | Ravi Shankar Prasad           | 26 maja 2014     |                  | Indyjska Partia Ludowa |
| Minister lotnictwa cywilnego                                                                                         | Ashok Gajapathi Raju Pusapati | 26 maja 2014     |                  | Telugu Desam Party     |
| Minister Heavy przemysłu ciężkiego i przedsiębiorstw państwowych                                                     | Anant Geete                   | 26 maja 2014     |                  | Shiv Sena              |
| Minister przemysłu przetwórstwa żywności                                                                             | Harsimrat Kaur Badal          | 26 maja 2014     |                  | Shiromani Akali Dal    |
| Minister ds. kopalń Minister ds. stali                                                                               | Narendra Singh Tomar          | 26 maja 2014     |                  | Indyjska Partia Ludowa |
| Minister pracy i zatrudnienia                                                                                        | Narendra Singh Tomar          | 26 maja 2014     | 9 listopada 2014 | Indyjska Partia Ludowa |
| Minister spraw plemiennych                                                                                           | Jual Oram                     | 26 maja 2014     |                  | Indyjska Partia Ludowa |
| Minister rolnictwa                                                                                                   | Radha Mohan Singh             | 26 maja 2014     |                  | Indyjska Partia Ludowa |
| Minister sprawiedliwości społecznej i równouprawnienia                                                               | Thawar Chand Gehlot           | 26 maja 2014     |                  | Indyjska Partia Ludowa |
| Minister rozwoju zasobów ludzkich                                                                                    | Smriti Irani                  | 26 maja 2014     |                  | Indyjska Partia Ludowa |
| Minister nauki i technologii                                                                                         | Harsh Vardhan                 | 9 listopada 2014 |                  | Indyjska Partia Ludowa |
| Minister zdrowia i opieki społecznej                                                                                 | Harsh Vardhan                 | 4 czerwca 2014   | 9 listopada 2014 | Indyjska Partia Ludowa |
| Minister zdrowia i opieki społecznej                                                                                 | Jagat Prakash Nadda           | 9 listopada 2014 |                  | Indyjska Partia Ludowa |